# Anopheles daudi
Anopheles daudi är en tvåvingeart som beskrevs av Coluzzi 1958. Anopheles daudi ingår i släktet Anopheles och familjen stickmyggor.
Artens utbredningsområde är Somalia. Inga underarter finns listade i Catalogue of Life.